# Острів стабільності

Острів стабільності на карті ізотопів

Острів стабільності — гіпотетична трансуранова область на карті ізотопів, для якої (відповідно до оболонкової моделі ядра Марії Гепперт-Маєр і Ганса Єнсена, удостоєних в 1963 р. Нобелівської премії) внаслідок граничного заповнення в ядрі протонних і нейтронних оболонок, час життя ізотопів значно перевищує час життя «сусідніх» трансуранових ізотопів.
Кандидатами на приналежність острова до стабільності довго розглядалися ізотопи елементів, що мають порядкові номери 114 і 126.
Перші ізотопи флеровію, синтезовані в ОІЯД, мають нетипово великий період напіврозпаду, що підтверджує оболонкову модель.
Пошуки надважких елементів у природі поки не увінчалися успіхом.
28 травня 2006 російські вчені під керівництвом Юрія Оганесяна з Об'єднаного інституту ядерних досліджень оголосили, що їм вдалося підтвердити існування першого елемента з номером 114 з великим часом життя і отримати експериментальне підтвердження існування «острова стабільності» — у ході цього експерименту на додаток до раніше проведених фізичних експериментів була проведена хімічна ідентифікація ланцюжків розпаду.